# Prodidomus maximus
Prodidomus maximus är en spindelart som beskrevs av Roger de Lessert 1936. Prodidomus maximus ingår i släktet Prodidomus och familjen Prodidomidae.
Artens utbredningsområde är Moçambique. Inga underarter finns listade i Catalogue of Life.